# 4797 Ako
4797 Ako је астероид главног астероидног појаса са средњом удаљеношћу од Сунца која износи 2,412 астрономских јединица (АЈ).
Апсолутна магнитуда астероида је 12,5.